# Chico Albuquerque
Pour les articles homonymes, voir Albuquerque (homonymie).
Chico Albuquerque (Fortaleza, 25 avril 1917 – 26 décembre 2000) est un photographe brésilien.

## Biographie
Fils d'un couple de photographes, Francisco Afonso de Albuquerque naît à Fortaleza en 1917. Son premier contact avec la photographie a lieu l'année de ses quinze ans. Il se spécialise dans les portraits et devient professionnel en 1934. Après avoir déménagé à São Paulo en 1945, il ouvre son propre studio l'année suivante. Membre du Foto Cine Clube Bandeirante avec Thomaz Farkas ou German Lorca, il participe activement au mouvement appelé Fotoclubismo.
En 1948, il est  le premier photographe brésilien à produire une campagne publicitaire. On lui doit aussi, en 1958, l'importation au Brésil du premier équipement en flashs électroniques.
Il participe à de nombreuses expositions et festivals internationaux de photographie et obtient des médailles d'or à Francfort, Turin et Buenos Aires.
Il meurt le 26 décembre 2000, sans avoir pu assister au lancement de Mucuripe, ouvrage de 63 photos en noir et blanc, prises sur les plages de la capitale du Ceará, 10 années après le tournage du film d'Orson Welles, It's All True.

## It's All TrueetMucuripe
Dans le cadre des bonnes relations avec le président américain Roosevelt, un documentaire sur l'Amérique latine est commandé au réalisateur Orson Welles qui vient d'achever Citizen Kane. Le début du tournage de ce projet intitulé It's All True a lieu en 1941 au Mexique et au Brésil. Welles y filme les favelas, les écoles de samba et les jangadeiros du Ceará, pêcheurs qui utilisent un bateau traditionnel appelé jangada. Il s'appuie notamment sur le voyage de quelques-uns d'entre eux, partis via la mer vers Rio de Janeiro en 1941, afin d'obtenir de meilleures conditions de vie au président de l'époque Getúlio Vargas. Chico Albuquerque est invité à prendre des photos du tournage et, si le film n'est finalement pas achevé, l'expérience le marque profondément. 10 ans plus tard il retourne sur place et effectue un reportage photographique sur la vie de ces pêcheurs, leur lutte pour survivre, l'importance de la mer dans leurs vies. Cette œuvre d'une grande beauté formelle devient l'une de ses plus connues sous le nom du site du Ceará où eurent lieu les prises de vue : Mucuripe.

## Récompenses
Quelques-uns de ses prix obtenus en Europe :
1953 : salon international de Francfort, (Allemagne), médaille d'or du meilleur portrait,
1953 : 6e salon international de photographie de Saint-Sébastien, (Espagne), médaille d'argent,
Au Brésil :
1998 : prix national de photographie, contribution à la photographie brésilienne, Funarte, État de Rio de Janeiro.

## Sources et liens
- (pt) Cet article est partiellement ou en totalité issu de l’article de Wikipédia en portugais intitulé « Chico Albuquerque » (voir la liste des auteurs).
- Un montage d' It's All True a été diffusé en France.
- Instituto Chico Albuquerque (en portugais)
- Une exposition a été présentée au musée national de la Marine : château de Brest, palais de Chaillot à Paris et Rochefort, en 2004 et 2005.